# Bodrogi Mária
Bodrogi Mária, Bordogi Mariska, névváltozat: Bodroghy (Marosportus, 1867 – Budapest, 1924. július 24.) színész- és súgónő. Bodrogi Dénes és Pavlon Lina leánya, Baghy Gyula színész férje, Baghy Gyula író és eszperantista édesanyja.

## Pályafutása
1873 és 1881 között gyerekszerepekben lépett színpadra, 1881–1887 között pedig fiatal lány figurákat alakított szüleivel együtt. Ekkor többnyire Hubay Gusztáv társulatainál szerepelt. 1887 és 1901 között férjével, Baghy Gyulával közösen szerződtek el Csóka Sándor társulatához, ahol 1894-ről 1900-ig játszottak. 1911-től 1916-ig Palágyi Lajosnál játszott, majd 1916 és 1924 között a Magyar és a Király Színház súgónőjeként dolgozott.

## Működési adatai
1873: Hubay Gusztáv, Sztupa Andor; 1873: Temesváry Lajos, Hubay Gusztáv; 1874: Lászy Vilmos; 1876–82: Aradi Gerő; 1883: Völgyi György; 1885: Arányi, Mészáros; 1886: Csiszér Kálmán; 1887: Nagy Vince; 1887: Báródy Károly; 1888: Halmai Imre; 1890: Makó Lajos; 1891: Csóka Sándor; 1892: Makó Lajos; 1893: Pesti I. Lajos; 1896: Somogyi Károly; 1900: Kiss Pál; 1901: Deák Péter; 1901: Kövesi; 1902: Komjáthy János; 1903: Nádasy; 1904–1907: Komjáthy; 1907: Nemzeti Színház; 1911–16: Palágyi Lajos.